# Courtepaille
« Courtepaille » redirige ici. Pour l’article homophone, voir Courte paille.
Courtepaille est la marque d'une chaîne française de restaurants  spécialisée dans les grillades de viande. De près de 300 établissements avant la crise sanitaire (dont le tiers en franchise), la chaîne est passée à seulement 60 établissements en 2025, en majorité franchisés,. 
Créée en août 1961 avec l'ouverture d'un unique restaurant au bord de la route nationale 6, à Rouvray (Côte-d'Or), la chaîne de restaurants appartient longtemps au groupe Accor, avant de passer entre les mains de plusieurs fonds d'investissement. Elle est actuellement exploitée par la société par actions simplifiée Serare. Le 25 septembre 2020, Courtepaille est rachetée par TDR Capital (en), qui possède déjà Buffalo Grill puis par La Boucherie quelques années plus tard. En deux décennies, l'enseigne est propriété de six actionnaires différents.

## Histoire

### Premier restaurant et développement 1961-1975

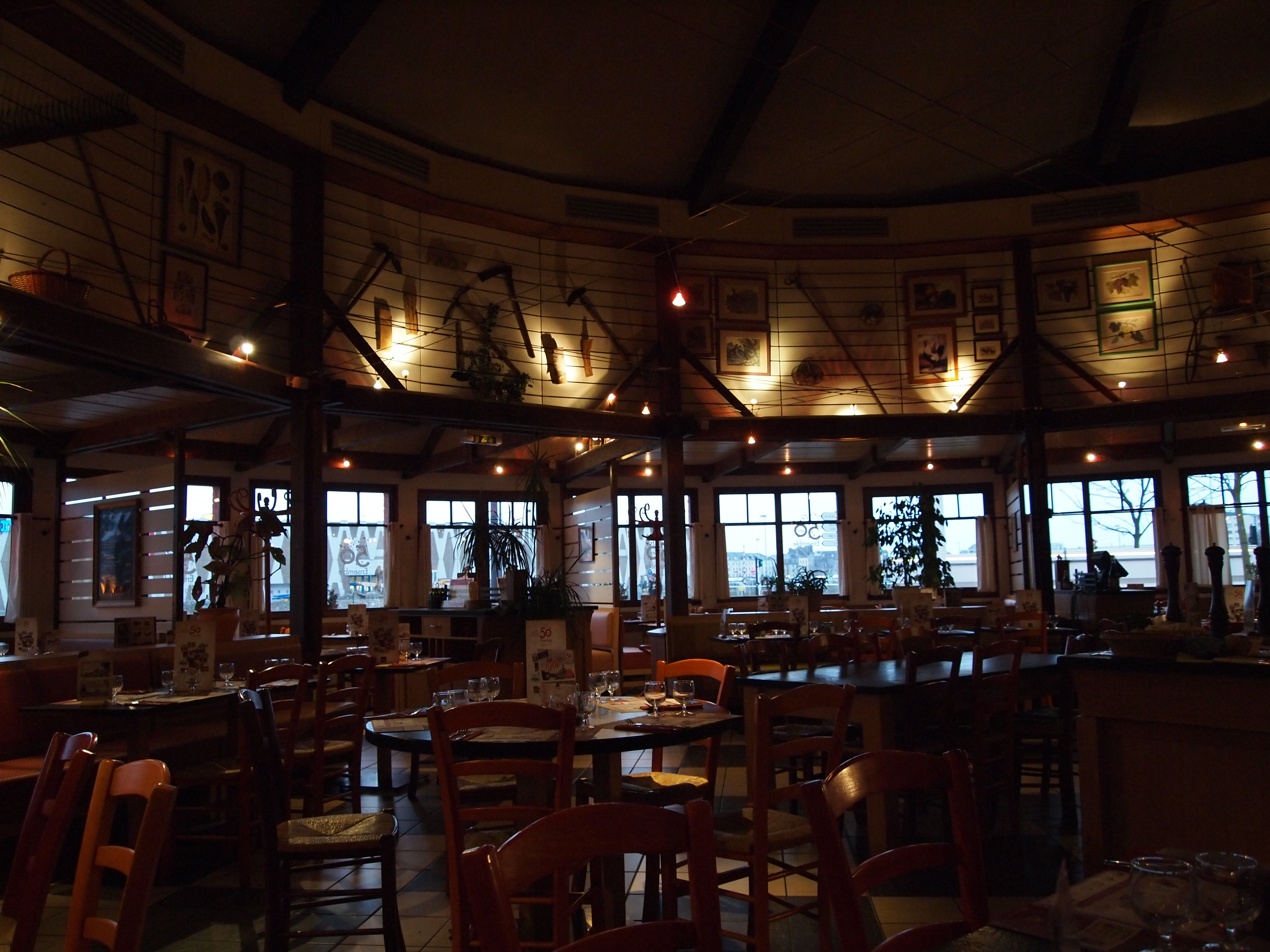
Intérieur.

En 1961, Jean Loisier, fils d'une restauratrice, ouvre un restaurant à l'entrée du village de Rouvray au sud d'Avallon, peu après le remplacement de la Nationale 6 par l’autoroute du Sud,. Il décide d'apporter une architecture facilement identifiable : un toit de chaume et une grande cheminée, ainsi qu'un choix simple essentiellement avec de la viande et donne à l'ensemble de nom de Courtepaille. En moins d'un an, le succès est au rendez-vous et le nombre de repas multipliés par 12. Un deuxième établissement ouvre à Cussy-les-Forges. Avec sa femme Arlette, Jean Loisier développe la chaîne de restaurants, ouvre 17 unités puis la vend au milieu des années 1970 à Novotel qui développe l'enseigne et multiplie encore les ouvertures,. Les premiers restaurants sont placés sur le bord des itinéraires de vacances à l'image du premier restaurant le long  de la nationale 6. Les restaurants Courtepaille sont destinés à  faciliter la vie des vacanciers : carte simple et service rapide.

### Valse des investisseurs

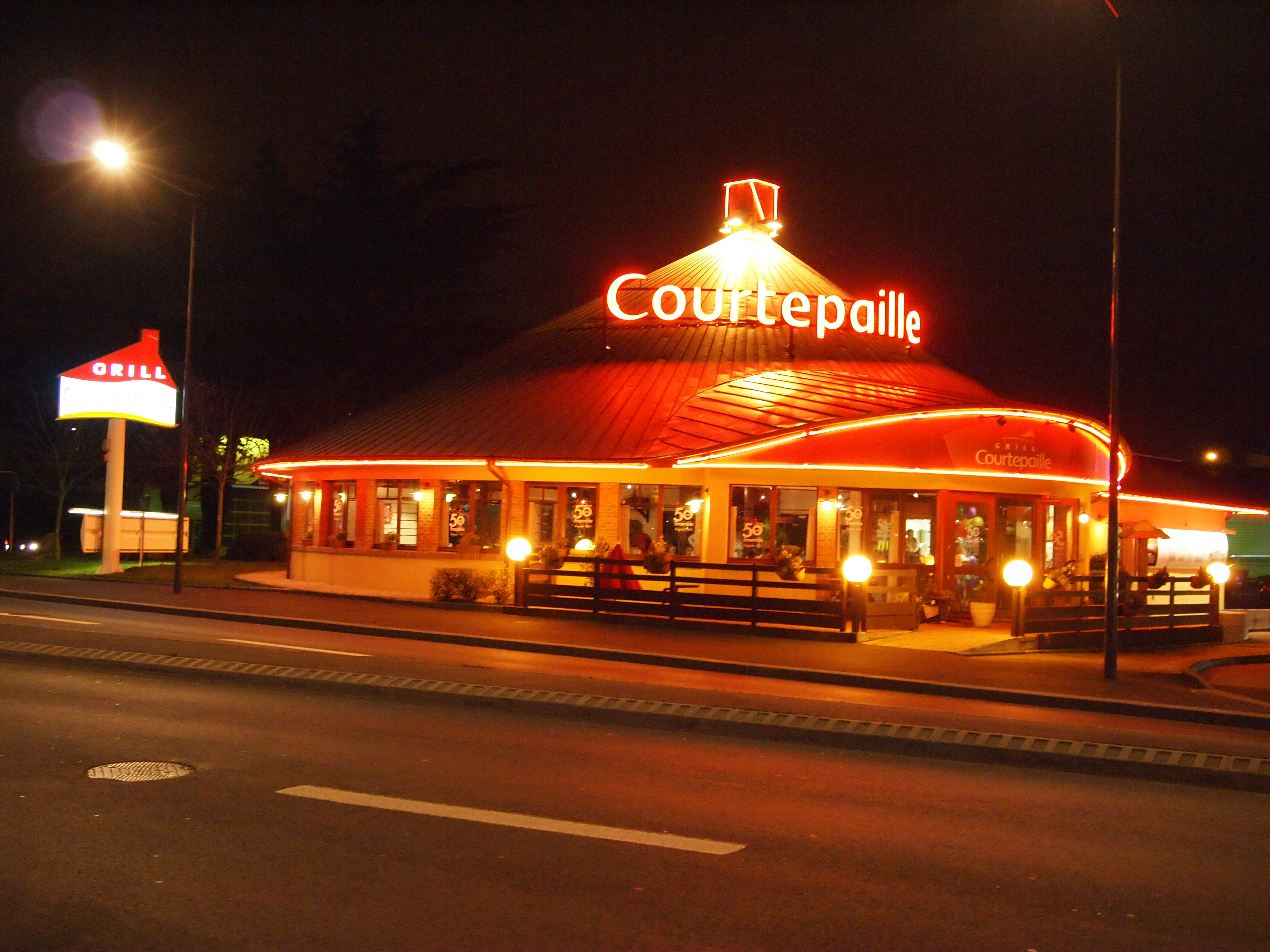
Courtepaille à Cherbourg.

Le groupe Accor, maison mère de Novotel quitte l’aventure : Courtepaille accueille en 2000 le fonds Barclays Private Equity dans son capital, dans le cadre d’un achat à effet de levier (LBO) au terme duquel le management détient 20 % des parts. Mais la formule du LBO n'est efficace que si la croissance est soutenue, permettant de couvrir la dette toujours importante dans ce type de rachat. L'acquisition de Courtepaille par le mécanisme d'achat à effet de levier a permis dans un premier temps aux actionnaires de réaliser des plus-values, mais en a cependant encore accru la dette qui pèse sur son développement.
Cet actionnaire se retire en 2005, et la gestion voit sa participation passer à 35 %, contre 35 % pour ING Parcom et 30 % pour Banque de Vizille. 
Le groupe est ensuite dirigé par Philippe Labbé, ancien employé de l'entreprise McDonald’s France. L’enseigne mène une politique d’expansion « en propre » et « en franchise », selon les opportunités. L'objectif est alors de trois ouvertures sous cette forme, sur un total de quinze nouvelles implantations par an, objectif réalisé depuis.
Le groupe Courtepaille est acquis par le fonds d’investissement Fondations Capital pour 245 millions d’euros début 2011. 

Logo de Courtepaille jusqu'en 2019

En avril 2015, comme Fondations Capital ne tient pas ses engagements, Intermediate Capital Group (en) (ICG) évince les anciens propriétaires de Courtepaille dans un moment crucial où l'enseigne rencontre des difficultés face à un recul des ventes et un concept dépassé. En 2016, le principe de l'accueil permanent 7 jours sur 7, douze heures par jour, est abandonné et chaque restaurant impose des nouveaux horaires différents, perturbant la clientèle d'habitués.
Deux ans plus tard, la chaîne de restaurants est toujours la propriété du fonds mezzanine
ICG qui maintient l'exploitation à la société Serare. Le fonds investit huit millions dans la rénovation des restaurants et la carte est revue.
Cette valse d'actionnaires, qui n'a pas toujours fourni un management de qualité, doublé du vieillissement de l'image de l'enseigne et des établissements, fait que durant toutes ces années 2010, la rentabilité est en chute et la dette augmente ; de plus, directement concurrencée par Buffalo Grill et avec une communication défaillante, la marque périclite et le CA baisse inexorablement : en quelques années, depuis qu'elle appartient à ICG, l'enseigne a perdu 20 % de son chiffre et accumule les pertes. Le mouvement des Gilets jaunes paralysant divers axes routiers et ronds points, emplacements stratégiques pour l'enseigne, rend la fréquentation anémique et accélère encore cette baisse. Dès début 2020, la pandémie de Covid-19 en France termine de vider les restaurants. L'entreprise étant en difficulté depuis des années et pas seulement à cause de la crise sanitaire, le prêt garanti par l'État lui est refusé.

### Depuis 2020: redressements judiciaires et rachats
La chaîne rencontre des difficultés pour se relever des deux mois du premier confinement, à la suite de l'épidémie de COVID-19 : en manque d'argent disponible, la marque ne peut payer ses fournisseurs. Le propriétaire, ICG, met la chaine en vente sans succès. Le 21 juillet 2020, les dirigeants déposent le bilan auprès du tribunal de commerce d'Évry afin de déclencher l’ouverture d’une procédure de redressement judiciaire. Courtepaille est placé en redressement judiciaire huit jours plus tard.

#### 2020 - Rachat par Buffalo Grill
Le 25 septembre 2020, le tribunal de commerce d'Évry annonce que Courtepaille est repris par son concurrent Buffalo Grill (TDR Capital), face au groupe Bertrand (Hippopotamus) ainsi que deux autres prétendants, pour 17 millions d'euros. TDR Capital conserve 145 restaurants de l'enseigne ainsi que 92 en franchise avec un plan d'investissements de 100 millions d'euros sur cinq ans comprenant, pour plus de la moitié, la rénovations des établissements… mais ce plan doit être majoritairement autofinancé par l'enseigne. D'autres pistes sont mises en avant pour redévelopper l'enseigne, comme les repas à emporter, la création de dark kitchens pour livrer les centres-villes ou la réduction de la carte aux fondamentaux de la marque.

#### 2023 - Rachat par La Boucherie
Fin mars 2023 la société, dont le modèle peine à se relever de la crise sanitaire du Covid-19, demande sa mise en redressement judiciaire auprès du tribunal de commerce de Nanterre.
En mai 2023, une information du Figaro mentionne un intérêt du groupe La Boucherie pour reprendre neuf restaurants Courtepaille et « maintenir la marque et les contrats des 72 franchisés du réseau ».
L'enseigne est reprise par le groupe Baudaire (La Boucherie) qui reprendra 82 établissements, soit la totalité des 72 restaurants franchisés et dix établissements en succursale sur les 144 que compte la marque en 2023. La proposition de rachat implique cependant la fermeture de 130 établissements et le licenciement de 1 500 salariés,. 5 autres établissements sont repris par des salariés ou d'autres établissements franchisés.

## Concept
Le concept est de proposer aux clients des grillades ne nécessitant pas de cuisinier et réalisées sous les yeux du client. En outre, le client doit immédiatement identifier Courtepaille, d'où une architecture particulière avec un bâtiment rond, un toit en chaume et sa cheminée.
Pour le journaliste de Slate Jean-Laurent Cassely, Courtepaille est « pionnier du modèle tout-voiture avec ses restaurants implantés dès 1962 sur le bord des routes des vacances ». Afin d'être facilement identifiés et dupliqués, les restaurants sont tous décorés de la même façon : matériaux naturels, chaleur dégagée par la cheminée centrale. les clients sont accueillis par le « maître de maison ».

## Activité, rentabilité, effectif
|                                          | 2014    | 2015    | 2016    | 2017    | 2018    | 2019 | 2020< | 2021   | 2022  | 2023   | 2024   |
| ---------------------------------------- | ------- | ------- | ------- | ------- | ------- | ---- | ----- | ------ | ----- | ------ | ------ |
| Chiffre d'affaires (en milliers d'euros) | 227 000 | 224 000 | 207 000 | 198 000 | 190 000 | 0    | 0     | 0      | 0     | 5 900  | 11 800 |
| Résultat net (en milliers d'euros)       | + 9 000 | + 5 900 | + 1 600 | - 1 000 | - 6 000 | -1,2 | -1,1  | -0,983 | 0,528 | -645,5 | -395,9 |
| Effectif moyen annuel                    | 3 050   | 2 959   | 2 658   | nc      | 2 534   | nc   | nc    | nc     | nc    | nc     | nc     |

## Nombre de restaurants
En 2011, la chaîne compte 250 établissements en France, dont 20 % en franchise. Quatre ans plus tard, elle compte 266 restaurants. 
Courtepaille fait ses premiers pas à l'étranger en mai 2008 : la chaîne ouvre alors un restaurant en Pologne, au cœur de Varsovie. Situé dans un centre commercial, l'établissement dispose de 140 places assises et d’une terrasse.
En 2018, il y en a environ 300, dont un tiers en franchise, puis 287 restaurants, dont 91 franchisés, milieu 2020.
Historiquement très implanté sur les grands axes routiers, le réseau expérimente de nouvelles conceptions, notamment dans des centres commerciaux. Courtepaille est également présent sur les autoroutes en partenariat avec le groupe Elior.
Le restaurant historique de l'Yonne ouvert en 1964, à la sortie de Cussy-les-Forges, n'a jamais rouvert ses portes après le premier confinement de 2020 ; une quarantaine d'établissements ferment définitivement durant la même période.
Après le rachat de la marque par le groupe Baudaire (La Boucherie) en juin 2023, la marque ne compte plus que 87 établissements sur les 216 existants à date. En 2025, Courtepaille compte 60 restaurants, dont 50 en franchise. Dans un communiqué, le groupe Baudaire annonce début 2025 l'objectif d'étendre le réseau à 100 établissements d'ici à 2030, en passant exclusivement par la franchisation.

## Controverses
En mars 2017, le ministre du Travail, Myriam El Khomri, annonce transmettre au Défenseur des droits un rapport datant de décembre 2016, pointant le « risque élevé de discrimination dans le traitement des candidatures » à l'embauche par le groupe Courtepaille. L'enquête de testing menée en amont par la Direction de l'animation de la recherche, des études et des statistiques a révélé des dysfonctionnements, et les réponses proposées ensuite par le groupe Courtepaille n'ont pas été jugées satisfaisantes par le cabinet Vigeo Eiris. Le groupe fait part de sa surprise « d’être cité de cette manière dans ce rapport car ils ont été présentés en novembre comme « bon élève » pour le très bon travail de recrutements et de non-discrimination, notamment au sein du siège ». Le 3 avril 2017, Courtepaille signe le Pacte pour l'égalité de traitement des candidats dans l'accès à l'emploi quelles que soient leurs origines.

## Marques
Serare, la société exploitante, a déposé deux marques à l'Institut national de la propriété industrielle : le 30 septembre 1999 « Grill Courtepaille » et le 6 avril 2007 « Grill Courtepaille, le restaurant de toutes les grillades ».